# Подбушиці
Подбушиці (пол. Podbuszyce) — село в Польщі, у гміні Віскітки Жирардовського повіту Мазовецького воєводства.
Населення — 18 осіб (2011).
У 1975-1998 роках село належало до Скерневицького воєводства.

## Демографія
Демографічна структура станом на 31 березня 2011 року:
|          | Загалом | Допрацездатний вік | Працездатний вік | Постпрацездатний вік |
| -------- | ------- | ------------------ | ---------------- | -------------------- |
| Чоловіки | 10      | 0                  | 8                | 2                    |
| Жінки    | 8       | 0                  | 5                | 3                    |
| Разом    | 18      | 0                  | 13               | 5                    |